# Phaseolodes ferrugineum
Phaseolodes ferrugineum là một loài thực vật có hoa trong họ Đậu. Loài này được (Hochst.) Kuntze miêu tả khoa học đầu tiên năm 1891.